# Claver Silavwe
Claver (Clever) Chola Maka Mache Silavwe (* 14. Oktober 1961) ist Politiker in Sambia.
Claver Silavwe war 2004 Minister der Provinz Copperbelt, dann Minister der Nordprovinz bis Oktober 2006, wo er offensichtlich einen schweren Stand hatte und die vorhandenen Strukturen kaum bezwingen konnte. Im November 2006 wurde er des Drogenhandels, der Geldwäsche und der Nichtbezahlung etlicher Übernachtungen in Lodges beschuldigt.
Bei den Wahlen in Sambia 2006 konnte Claver Silavwe für das Movement for Multiparty Democracy das Mandat des Wahlkreises Nakonde in der Nationalversammlung gewinnen. Im Oktober 2006 wurde er erneut zum Minister der Nordprovinz ernannt. Im November 2006 widerrief Präsident Levy Mwanawasa diese Ernennung.